# اچ‌ام‌اس بنبو (۱۸۱۳)
اچ‌ام‌اس بنبو (۱۸۱۳) (به انگلیسی: HMS Benbow (1813)) یک کشتی بود که طول آن ۱۷۶ فوت (۵۴ متر) بود. این کشتی در سال ۱۸۱۳ ساخته شد.